# Josef Čtyřoký
Josef Čtyřoký (30. září 1906 — 11. ledna 1985) byl český fotbalista, československý reprezentant.

## Sportovní kariéra
Byl odchovanec pražské Slavie, kde se do prvního mužstva neprosadil. Přestoupil do Kladna a odtud v roce 1930 do Sparty Praha, za kterou během 10 let odehrál 410 zápasů. Vrcholovou hráčskou kariéru ukončil roku 1940. Hrál na pozici stopera, jeho herní styl byl elegantní, uměl dobře odebírat soupeřům míče a poté bleskově založit útok.
V reprezentaci se poprvé objevil v utkání se Švýcarskem roku 1931. Získal stříbrnou medaili z mistrovství světa v Itálii roku 1934, kde odehrál všechny zápasy. Celkem v národním mužstvu nastoupil do 42 zápasů, loučil se v utkání proti Jugoslávii. Žádný reprezentační gól tento obránce nevstřelil.